# ألفارو صايغ
ألفارو صائغ رجل أعمال وملياردير تشيلي من أصل فلسطيني وشغل منصب النائب الأول لأحد أكبر المؤسسات المصرفية في التشيلي. وهو أيضاً القائم بأعمال الرئيس التنفيذي لوسائل الإعلام/ تكتلCopesa، وهو أيضاً صاحب فندق جراند حياة سانتياغو، وفور سيزونز في بوينس آيرس، وفور سيزونز كارميلو، هو مدير سانتياغو للأوراق المالية، ومستشار لسوسيداد دي Fomento Fabril وعضو في المعهد الدولي للتمويل، وهو واحداً من أثري أثرياء تشيلي والقارة اللاتينية، تصل ثروته إلى 6 مليارات ويمتلك مشاريع في التشيلي والأرجنتين والبرازيل والولايات المتحدة الأمريكية والمكسيك وكولومبيا والبيرو.